# Morpho cora
Morpho cora är en fjärilsart som beskrevs av William Schaus 1928. Morpho cora ingår i släktet Morpho och familjen praktfjärilar. Inga underarter finns listade i Catalogue of Life.